# Alphonse Leweck
Alphonse Leweck   (Ciutat de Luxemburg, 16 de desembre de 1981), conegut com a Fons Leweck, fou un futbolista luxemburguès de la dècada de 1950.
Fou 51 cops internacional amb la selecció luxemburguesa. Pel que fa a clubs, defensà els colors de FC Etzella Ettelbruck.